# Yússuf V
Yússuf V fou un rei musulmà de la dinastia nassarita de l'Emirat de Gharnata, fill d'Ismaïl (un príncep no identificat clarament) conegut a les cròniques cristianes com Aben Ismael). A començaments del 1445 el rei Muhàmmad IX l'Esquerrà fou deposat per un cop d'estat i substituït pel seu nebot Muhàmmad X al-Ahnaf (el Coix); el juny de 1445 el seu parent Yússuf V ibn Ismaïl, amb el suport dels castellans i dels Banu Sarraj, es va proclamar rei a Montefrío i va rebre el suport de diverses poblacions; Muhàmmad X va atacar als rebels i els seus reforços castellans i es van apoderar del castell de Benzalema (prop de Baza), de Benamaurel i de Huéscar; els rebels foren derrotats el 1446 a Montefrío i Yússuf va fugir sota protecció dels Banu Sarraj. L'estiu del 1462 el rei Sad ibn Ali va trencar amb els Banu Sarraj, que es va retirar a Màlaga on van proclamar a Yússuf V (setembre). El novembre de 1462 Yússuf V entrava a Granada, però el desembre del mateix any Sad recuperava la capital i Yússuf va morir.